# Daniel Hutňan
Daniel Hutňan (5. listopadu 1959, Skalica – 26. června 2020, Pag, Chorvatsko) byl slovenský speleo-potápěč a jeskyňář. Jeho jméno je spojeno zejména s objevy v Mexiku a na Sardinii, kde dosahují mezinárodního významu. Tyto objevy se řadí ke světové špičce nejen díky rozsahu, ale i díky pečlivému mapování nově prozkoumaných a objevených podzemních prostor.

## Objevy
V roce 2011 nalezl na mexickém poloostrově Yucatan po mnohaletém úsilí se svým týmem propojení několika jeskynních systémů, čímž vznikl čtvrtý nejdelší vodou zaplavený jeskynní systém světa K’oox Baal. Díky svým mapám je ovšem nejdelším zmapovaným systémem na světě vůbec. V roce 2012 bylo dosaženo 75 kilometrů chodeb.
Také v oblasti Oroseiského zálivu na východním pobřeží Sardinie dosáhl po mnoha letech náročné práce značných úspěchů. Jeskynní systém Bue Marino dnes čítá rovněž řadu zmapovaných kilometrů. Průzkumy navazují na předchozí obdivuhodné úspěchy francouzských a rakouských jeskynních potápěčů z osmdesátých let dvacátého století. Činnost v oblasti však Dan Hutňan zaměřil na spolupráci a koordinaci s místními Italskými jeskyňáři, kteří tak budou moci dále navazovat na průzkum Čechoslováků a bádat v suchých odlehlých částech „svých“ jeskyní. I na Sardinii tak objevy dosahují světového významu.
Jeho činnost se však neomezovala jen na mezinárodní práci. Dan Hutňan se svým týmem sestaveným jak z českých, tak slovenských speleo-potápěčů se podílel i na mnoha objevech na Slovensku. Známé jsou průzkumy Skalistého potoka ve Slovenském krasu, rozvíjel spolupráci v Demänovskej dolině a další.
Dan Hutňan je podepsán pod zajímavými jeskynními průzkumy i v dalších Evropských státech.

## Ocenění
Od dubna 2013 je držitelem medaile za zásluhy ve speleologii, udělované Českou speleologickou společností.
V září 2020 obdržel od Slovenské speleologické společnosti Zlatou medaili IN MEMORIAM za průzkum a dokumentaci vodou zaplavených jeskynních prostor.[zdroj⁠?!]

## Další činnost
Po mnoho let stál v čele skupiny Speleoaquanaut, základní organizace 1-10 České speleologické společnosti, ze které se formuje převážná část jeho expedičních týmů. Výsledky svých průzkumů Dan Hutňan často prezentoval na zajímavých přednáškách pro veřejnost nebo jsou rovněž publikovány na webových stránkách skupiny Speleoaquanaut.
Žil v Dobříši.